# Чуклић (Шипово)
Чуклић је насељено мјесто у општини Шипово, Република Српска, БиХ. Према попису становништва из 1991. у насељу је живјело 179 становника.

## Становништво
| Националност       | 1991. | 1981. | 1971. | 1961. |
| Срби               | 179   | 292   | 415   | 498   |
| остали и непознато |       | 1     | 4     |       |
| Укупно             | 179   | 293   | 419   | 498   |

| Демографија (Горњи Чуклић) | Демографија (Горњи Чуклић) | Демографија (Горњи Чуклић) |
| Година                     | Становника                 | Становника                 |
| -------------------------- | -------------------------- | -------------------------- |
| 1961.                      | 498                        |                            |
| 1971.                      | 419                        |                            |
| 1981.                      | 293                        |                            |
| 1991.                      | 179                        |                            |